# پناهگاه صخره‌ای دردیا ۱
پناهگاه صخره‌ای دردیا ۱ مربوط به دوران پارینه‌سنگی جدید - هزاره ۴ قبل از میلاد است و در شهرستان پل‌دختر، بخش مرکزی، دهستان جایدر، روستای دردیا (کاوه) واقع شده و این اثر در تاریخ ۱۵ دی ۱۳۸۷ با شمارهٔ ثبت ۲۴۲۵۹ به‌عنوان یکی از آثار ملی ایران به ثبت رسیده است.